# Однополье
Однополье (бел. Аднаполле) — посёлок в Приснянском сельсовете Ветковского района Гомельской области Беларуси.

## География

### Расположение
В 22 км на северо-запад от Ветки, 27 км от Гомеля. На востоке и севере — пойма и река Сож (приток реки Днепр).

## Транспортная сеть
Транспортные связи по просёлочной, затем автомобильной дороге Присно — Ветка. Планировка состоит из прямолинейной почти меридиональной ориентации улицы. Застройка двусторонняя, деревянная, усадебного типа.

## История
Основан в начале XX века. В 1909 году фольварк в Ветковской волости Гомельского уезда Могилёвской губернии, 500 десятин земли. В 1926 году в Приснянском сельсовете Ветковского района Гомельского округа. В 1930 году жители вступили в колхоз. Во время Великой Отечественной войны 23 ноября 1943 года освобождён от оккупантов, 35 жителей погибли на фронте. Согласно переписи 1959 года в составе колхоза «Искра» (центр — деревня Присно).

## Население

### Численность
- 2004 год — 19 хозяйств, 28 жителей.

### Динамика
- 1909 год — 1 двор, 5 жителей.
- 1926 год — 35 дворов 167 жителей.
- 1959 год — 156 жителей (согласно переписи).
- 2004 год — 19 хозяйств, 28 жителей.